# 灯塔镇 (望奎县)
灯塔镇，是中华人民共和国黑龙江省绥化市望奎县下辖的一个镇。
2016年8月10日，黑龙江省民政厅批复同意撤销灯塔乡，设立灯塔镇。

## 行政区划
灯塔镇下辖以下地区：
宽三村、敏三村、敏四村、信二村、信三村、信四村、惠四村和厢白前头村。